# أراليا أنيقة

أراليا أنيقة (الاسم العلمي:Aralia elegans)  هو نوع من النباتات يتبع جنس الأراليا من الفصيلة الأرالية                            .	